# ليو ميكلسون
ليو ميكلسون (باللاتفية: Leo Mihelsons)‏ هو رسام لاتيفي، ولد في 12 مايو 1887 في ريغا في لاتفيا، وتوفي في 1978 في نيويورك في الولايات المتحدة.